# Microsoft Office
Microsoft Office är ett kontorspaket, det vill säga en samling programvaruprodukter för diverse kontorsarbeten. Microsoft Office finns i olika versioner med olika innehåll.

## Grundprogram
- Microsoft Word – ordbehandling
- Microsoft Excel – kalkylprogram
- Microsoft Powerpoint – presentationsprogram

## Program som ingår i vissa paket
- Microsoft Access – databasredigering (endast Windows)
- Microsoft Entourage – e-postklient (endast Mac OS Classic och Mac OS X, har numera ersatts av Microsoft Outlook)
- Microsoft Publisher – layout och ombrytningsprogram (endast Windows)
- Microsoft Frontpage – webbsidesredigering (endast Windows)
- Microsoft Onenote – anteckningsprogram (endast Windows)
- Microsoft Outlook – e-postklient

## Program som säljes separat
- Microsoft Visio – för symboliska diagram och modellering (endast Windows)
- Microsoft Project – projekthanteringsverktyg (endast Windows)

## Historia
Versionshistoriken föregicks av att några av programmen bara fanns som separata produkter. Numera säljs de ingående programmen sällan separat, och Microsofts konkurrerande och därtill billigare och enklare programsvit Microsoft Works har försvunnit helt. De olika versionerna:
- Office 1.0 (1990) (Mac OS)
- Office 2.0 (1992) (Mac OS)
- Office 3.0, baserad på Word 2.0c, Excel 4.0a, Powerpoint 3.0 och Microsoft Mail, släpptes på CD-ROM 1992 (Windows)
- Office 3.0 (1993) (Mac OS)
- Office 4.0, Word 6.0, Excel 5.0, Powerpoint 4.0, Microsoft Office Manager (Windows)
- Office 4.2 (1994) (Mac OS. Första versionen för PowerPC)
- Office 4.3, 4.0 utökad med Access (Windows)
- Office 95, samtliga ingående applikationer fick versionsnamnet "95", stöd för långa filnamn. (Windows)
- Office 97 (Windows)
- Office 98 (Mac OS)
- Office 2000 (Windows)
- Office 2001 (Mac OS)
- Office v. X (OS X)
- Office XP, där de enskilda programmen har versionsnamnet "2002" (Windows)
- Office 2003 (Windows)
- Office 2004 (OS X)
- Office 2007 (Windows)
- Office 2008 (OS X)
- Office 2010 (Windows)
- Office 2011 (OS X)
- Office 2013 (Windows)
- Office 2016 (Windows/OS X)
- Office 2019 (Windows/OS X)
- Microsoft 365 (Windows/Mac OS)

Office har sedan länge en oerhört stark ställning och är Microsofts mest inkomstbringande produkt. I debatten om leverantörsberoende och alternativa plattformar anförs beroendet av Office-produkterna ofta som det svåraste hindret för ett byte till andra plattformar.
Clippit (även känd som Clippy eller Office-assistenten) är ett användargränssnitt som introducerades i Office 97. Den kunde hjälpa användaren genom att till exempel föreslå hjälp att skriva brev och den såg ut som ett gem med ögon och ögonbryn. Den blev starkt kritiserad av användare som ansåg att den var irriterande. Clippit förekom för sista gången i Office 2003 (Windows), Microsoft Publisher och Microsoft Project (2003) samt Office 2004 (OS X).

## Office för Mac
Office finns även för Mac OS Classic och OS X, ibland under namnet Microsoft Office:mac, vilket idag är liktydigt med Office 2016. Office v. X var den första versionen som uteslutande fungerade med OS X. Tidigare versioner var främst avsedda för Mac OS. Office för Mac och Office för Windows skiljer sig på vissa punkter. Funktioner som finns i Mac-versionen finns till exempel inte alltid i Windows-versionen och vice versa. Vad gäller filformaten föreligger dock full kompatibilitet mellan de olika plattformarna.

### Office 98
Office 98 innehåller programmen Word, Excel, Powerpoint och Outlook Express. En utökad version innehöll även Frontpage för Mac som är ett program för att göra webbsidor. Systemkravet är PowerPC-processor, System 7.5 (ej OS X och Classic), 16 MB minne för enskilda program (32 MB för alla program samtidigt), 49 till 120 MB ledigt lagringsutrymme beroende på konfiguration samt ytterligare upp till 58 MB för tillbehör.

### Office 2001
Office 2001 innehåller programmen Word, Excel, Powerpoint och Entourage. Programmet Frontpage lades ner för Mac OS-plattformen innan Office 2001 lanserades och finns därför inte med. Systemkravet är PowerPC-processor, Mac OS 8.1 till 9.2 (ej OS X, däremot Classic), 32 MB minne och minst 1 MB virtuellt minne för Mac OS 8.1 till 8.6; För Mac OS 9.x krävs 48 MB minne och minst 1 MB virtuellt minne, 75 till 160 MB ledigt lagringsutrymme beroende på konfiguration samt ytterligare upp till 300 MB för tillbehör.

### Office v. X
Office v. X är en OS X-version av Office 2001 och innehåller programmen Word, Excel, Powerpoint och Entourage. Systemkraven är PowerPC G3-processor, 128 MB minne och 196 MB ledigt hårddiskutrymme samt eventuella tillägg. 
Office v. X finns även i en version som heter Office v. X for Mac Professional Edition som även inkluderar PC-emulatorn Virtual PC 6.1 som kräver minst G3-processor på 500 MHz samt Mac OS 9.2.2 eller OS X 10.1.5 eller senare. För att köra Microsoft Windows XP Professional som operativsystem i Virtual PC krävs 256 MB minne (OS X) och 192 MB minne (Mac OS 9) samt i båda fallen 2 GB ledigt lagringsutrymme.

### Office 2004
Office 2004 innehåller programmen Word, Excel, Powerpoint och Entourage. Systemkraven är PowerPC G3-processor, 256 MB minne och upp till 630 MB ledigt hårddiskutrymme. 
Office 2004 finns även i en version som heter Office 2004 Professional Edition som även inkluderar PC-emulatorn Virtual PC 7 som kräver minst G3-processor på 700 MHz samt OS X 10.2.8 eller senare (OS X 10.3 krävs dock om man har en PowerPC G5-processor). För att köra Microsoft Windows XP Professional som operativsystem i Virtual PC krävs 512 MB minne samt 3 GB ledigt lagringsutrymme.

### Office 2008
Office 2008 finns i flera olika utföranden för olika marknader. Alla versioner av Microsoft Office 2008 innehåller programmen Word, Excel, Powerpoint och Entourage. Office 2008 lanserades i januari 2008.
Office 2008 släpptes i 4 olika versioner.
- Home & Student: Innehåller Word, Excel, Powerpoint och Entourage.
- Standard: Innehåller Word, Excel, Powerpoint, Entourage, Exchange Server support och Automator Actions.
- Business Edition: Innehåller Word, Excel, Powerpoint, Entourage, Exchange Server support, Automator Actions och Office Live and Sharepoint support.
- Special Media Edition: Innehåller Word, Excel, Powerpoint, Entourage, Exchange Server support, Automator Actions och Expression Media.

### Office 2011
Office 2011 innehåller programmen Word, Excel, Powerpoint, Messenger och Outlook (som ersätter Entourage). Office 2011 lanserades i oktober 2011. Office 2011 har arbetsnamnet Office "15".

### Office 2016
Office 2016 innehåller liksom sin föregångare programmen Word, Excel, Powerpoint och Outlook. Detta var första året Microsoft släppte en ny version av kontorspaketet till både Mac OS X och Windows samma år. Nya funktioner för Mac-versionen innefattar ett nytt användargränssnitt som använder menyflikar (ribbons), fullt stöd för Apples Retina display samt nya delningsfunktioner för Office-dokument.

### Office 2019
Office 2019 är den nuvarande versionen av Officepaketet. Ett par funktioner som tidigare endast varit tillgängliga i Office 365-abonnenter är tillgängliga i denna version, däribland förbättrade pennanteckningar, Latex-support i Word, nya animationsfunktioner i Powerpoint samt nya formler och diagram i Excel. För Mac-användare har Fokusläge kommit till Word, 2D-kartor har lagts till i Excel och nya morfningsövergångar, SVG-support samt 4K-videoexportering kommer till Powerpoint.

## Office för Windows

### Office 2007
Office 2007 finns i flera olika utföranden för olika marknader. Alla versioner av Microsoft Office 2007 innehåller programmen Word, Excel, Powerpoint och Outlook. Office 2007 lanserades i januari 2007. Office 2007 har arbetsnamnet Office "12".
Office 2007 släpptes i 8 olika versioner.
- Basic Innehåller Word, Excel, Powerpoint och Outlook.
- Home & Student: Innehåller Word, Excel och Powerpoint
- Standard: Innehåller Word, Excel, Powerpoint, Onenote plus Outlook och Publisher.
- Small Business: Innehåller Word, Excel, Powerpoint, Outlook och Publisher.
- Professional: Innehåller Word, Excel, Powerpoint, Outlook, Publisher och Access.
- Professional Plus: Innehåller Word, Excel, Powerpoint, Outlook, Publisher, Access, Infopath och Communicator.
- Ultimate: Innehåller Word, Excel, Powerpoint, Outlook, Publisher, Access, Infopath, Groove och OneNote
- Enterprise: Innehåller Word, Excel, Powerpoint, Outlook, Publisher, Access, Communicator, Infopath, Groove och Onenote

### Office 2013
Office 2013 finns i flera olika utföranden för olika marknader. Alla versioner av Microsoft Office 2013 innehåller Word, Excel, Powerpoint och Onenote.
Fem olika versioner släpptes.
- Home & Student: Innehåller Word, Excel, Powerpoint och Onenote.
- Home & Business: Innehåller Word, Excel, Powerpoint och Onenote plus Outlook.
- Standard: Innehåller Word, Excel, Powerpoint, Onenote plus Outlook och Publisher.
- Professional: Innehåller Word, Excel, Powerpoint, Onenote plus Outlook, Publisher och Access.
- Professional Plus: Innehåller Word, Excel, Powerpoint, Onenote plus Outlook, Publisher, Access, Infopath och Lync.

### Office 2016
Office 2016 innehåller liksom sin föregångare programmen Word, Excel, Powerpoint och Outlook. Detta var första året Microsoft släppte en ny version av kontorspaketet till både Mac OS X och Windows samma år. Nya funktioner för Windows-versionen innefattar möjligheten att skapa, öppna, redigera och spara filer i molnet direkt från skrivbordet; ett nytt sökverktyg för kommandon; fler "Skicka som"-alternativ samt samredigering i realtid med användare kopplade till Office Online. Office 2016 är den sista versionen av Office som är kompatibelt med Windows 7, Windows Server 2008 R2, Windows 8, Windows 8.1, Windows Server 2012, Windows Server 2012 R2 samt Windows Server 2016.

### Office 2019
Office 2019 är den nuvarande versionen av Officepaketet. Ett par funktioner som tidigare endast varit tillgängliga i Office 365-abonnenter är tillgängliga i denna version, däribland förbättrade pennanteckningar, Latex-support i Word, nya animationsfunktioner i Powerpoint samt nya formler och diagram i Excel.

## Konkurrerande programvara
- Appleworks
- Gnome Office
- Iwork
- KOffice
- Libreoffice
- Lotus Smartsuite
- Neooffice
- Openoffice.org
- Staroffice
- Thinkfree Office
- Wordperfect Office